# Вил Џенија
Вил Џенија (енгл. Will Genia; 17. јануар 1988) професионални је рагбиста, играч Квинсленд Редса и аустралијски репрезентативац. Џенија је један од најбољих демија на свету и многе љубитеље рагбија подсећа на Џона Грегана.

## Биографија
Висок 174 цм, тежак 82 кг, Џенија је пре Редса играо за Белимор Торнејдос и Бризбејн Сити. За "валабисе" је до сада одиграо 63 тест мечева и постигао 8 есеја.